# 에노모토 구루미
에노모토 구루미(榎本 くるみ, 1981년 10월 17일~)는 일본의 여성 싱어송라이터이다. 아이치현 나고야시에서 태어났다.
2008년 11월에는 MOR & MOTOO FUJIWARA가 프로듀스 한, 애니메이션 《테일즈 오브 어비스》의 닫는 곡으로도 사용된 〈보켄스이세이〉을 발매, 발매 첫 주에 오리콘 차트 10위에 등장하며 처음으로 10위권에 진입했다. 11월 28일에는 《뮤직 스테이션》에 출연했다.

## 음반 목록

### 싱글
1. 고코로노카타치 (心のカタチ 마음의 형태[*])
2. 우치아게 하나비 (打ち上げ花火 공중으로 쏘아 올리는 불꽃놀이[*])
3. RAINBOW DUST
4. 아이스베키 히토 (愛すべき人 사랑해야할 사람[*])
5. Real/She (リアル/She)
6. 세키요가큐/민나 겐키 (夕陽が丘/みんな元気 석양의 언덕/모두 건강해?[*])
7. 미라이키넨비 未来記念日 미래기념일[*]
8. Yesterdays ~다이세츠나 오리모노~ (イエスタデイズ ~大切な贈りもの~ 소중한 선물[*])
9. 보켄스이세이 (冒険彗星 모험혜성[*], 2008년)